# La Planilla
La Planilla es el estadio de la localidad de Calahorra donde juega los partidos como local el Club Deportivo Calahorra y el Club Deportivo Calahorra B. Se construyó en el año 1946 y tiene un aforo de 4500 espectadores sentados. Para partidos de ascenso se suelen poner gradas supletorias en la zona del fondo sur, donde no hay graderío.

## Ubicación
Durante sus primeros años el estadio estaba girado 45° respecto a su posición actual. 
Se encuentra al sur de la ciudad, justo en la entrada hacia el centro y al otro lado de la gasolinera del aparcamiento, en el recinto del polideportivo de La Planilla. Se puede acceder desde el interior de las piscinas municipales, por el norte y el oeste; y desde la avenida de Numancia por el sur, donde hay una puerta con taquillas y otra para los automóviles.
Durante la temporada 2018/2019 ha sufrido una gran renovación. Los banquillos se han reformado y se han acoplado a la grada al estilo inglés las gradas han sido pintadas y se han cambiado puesto asientos.

## Gradas
Consta de una grada lateral cubierta (oeste), de seis filas, donde se sientan las autoridades, los presidentes de los equipos, los encargados de radiofonía y los comentaristas. Otra al otro lateral (este), de seis filas, aunque descubierta, donde hay un palco para las cámaras de televisión.
Al fondo norte hay otra de 12 filas cubierta, donde se ubica durante los partidos la "Peña Crianza Rojilla" (peña que apoya únicamente al C. D. Calahorra), los vestuarios y los aseos para los espectadores y un bar. Al fondo sur no hay grada, solo se ubican las taquillas y el aparcamiento para la Guardia Civil. Los colores principales de las gradas son el rojo y el azul.